# Návěs

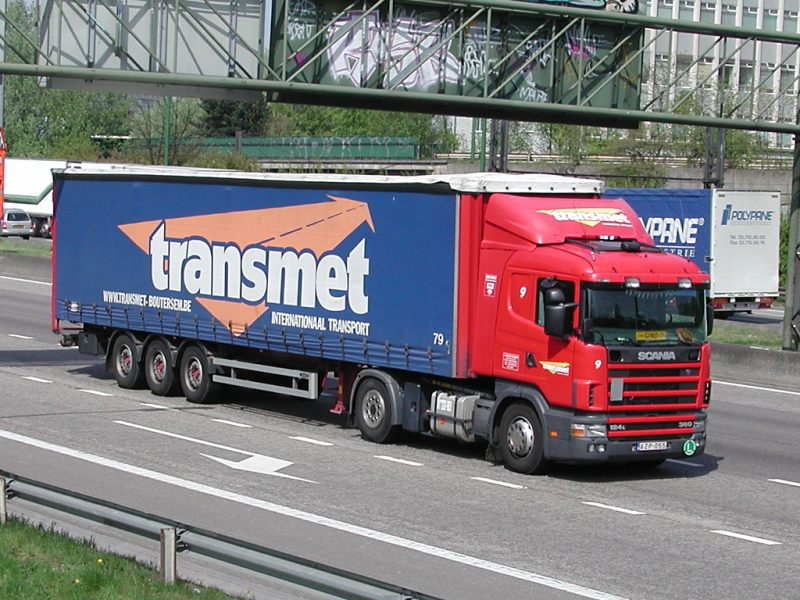
Běžná evropská souprava tahače Scania 124L a návěsu

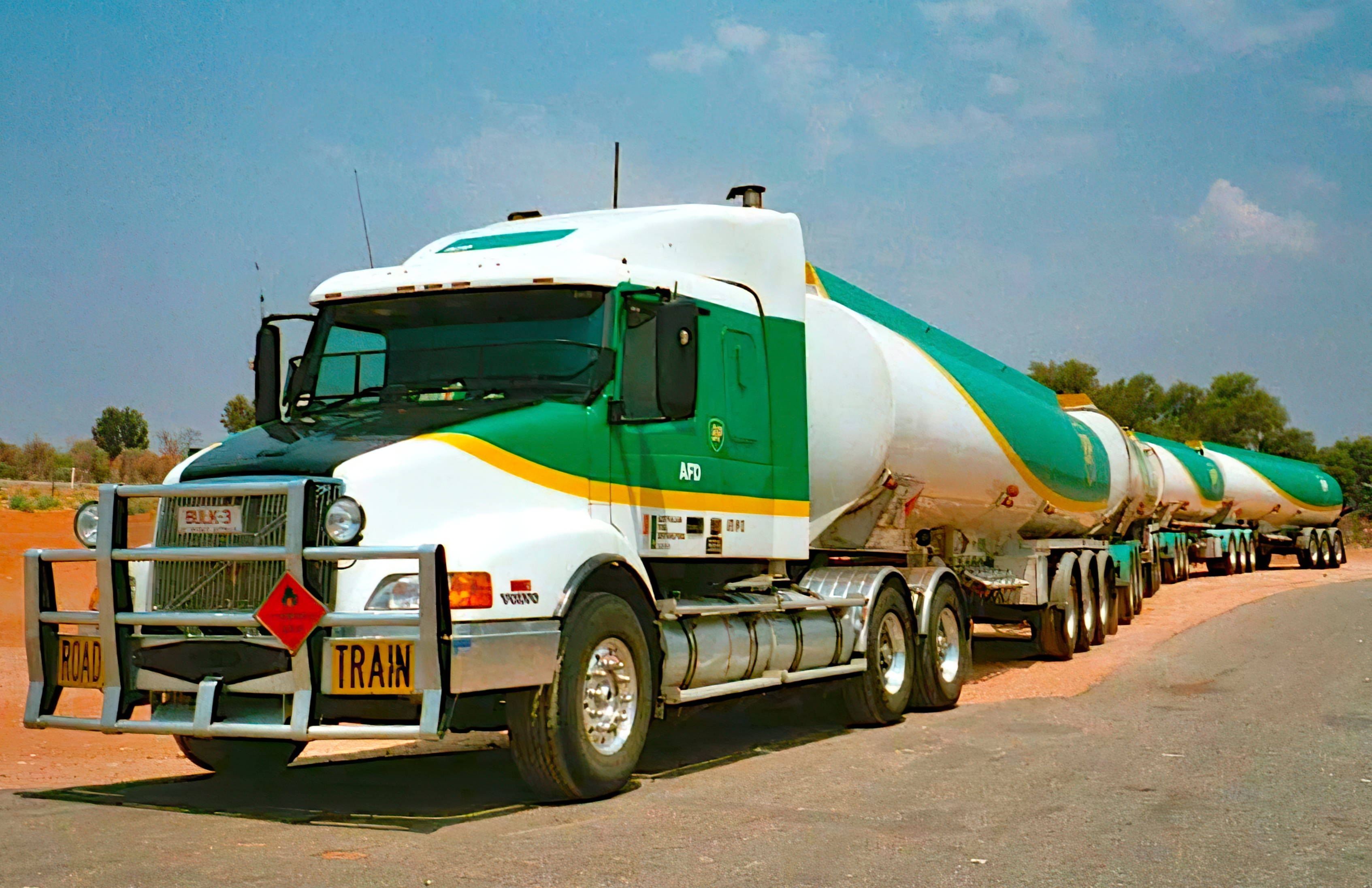
Australský silniční vlak (road train) vzniklý spojením tahače Volvo, návěsu a několika přívěsů

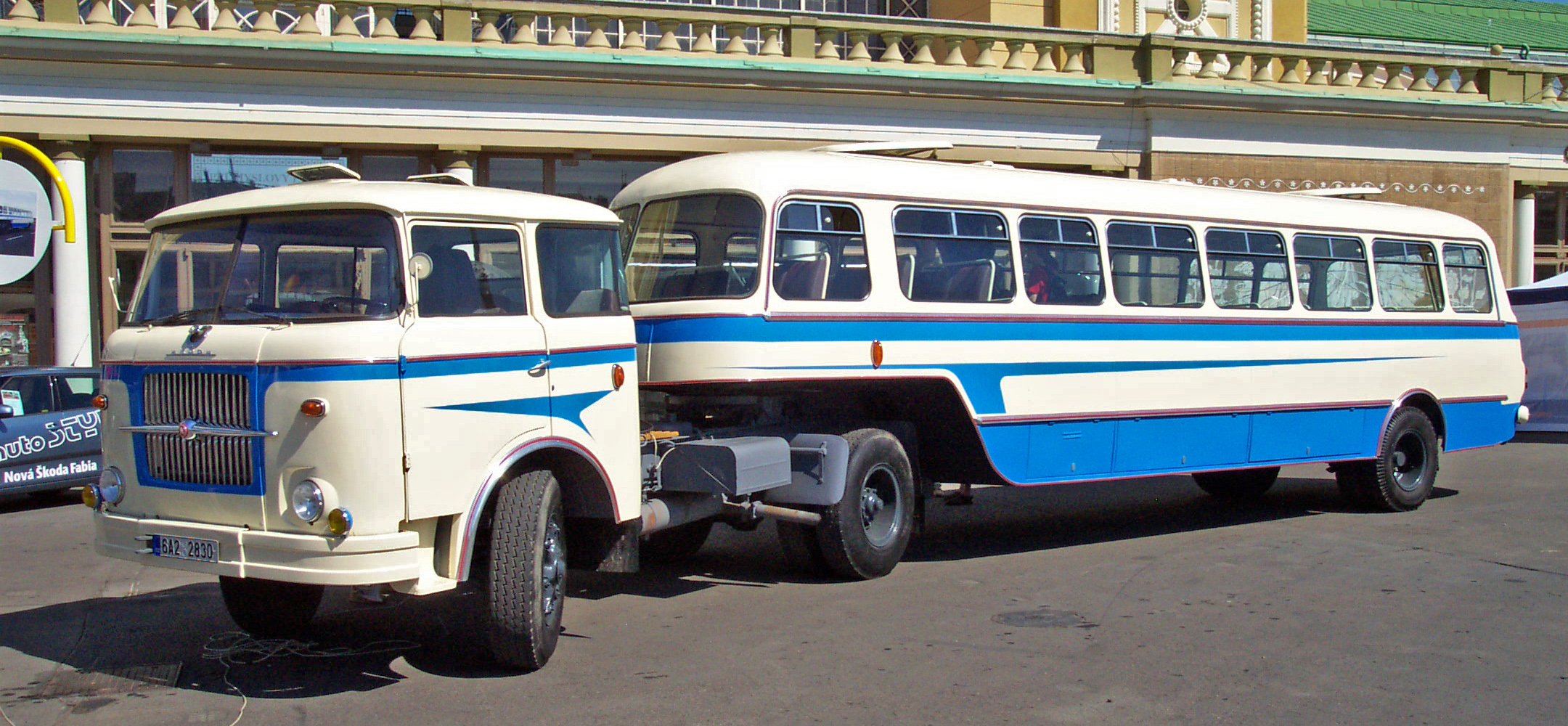
Prototyp autobusového návěsu Karosa NO 80 z roku 1960

Návěs je přípojné nemotorové vozidlo, u kterého je část celkové hmotnosti – na rozdíl od přívěsu – přenášena na tahač návěsů. Dnes se návěsy velmi používají v nákladní silniční dopravě, protože nabízejí velkou ložnou plochu a velkou užitečnou hmotnost. Připojením návěsu k tahači se vytvoří jízdní souprava.
Rozdíl mezi obvyklou evropskou soupravou a americkou soupravou je v rozložení náprav. Zatímco v běžné evropské soupravě má tahač dvě nápravy (přední řízenou a zadní poháněnou, na kterou je přenášena podstatná část váhy návěsu, což ale neplatí ve Spojeném království, Švédsku, Norsku, Finsku či Nizozemsku) a návěs tři nápravy, tak v běžné americké soupravě má tahač tři nápravy (jednu přední a dvě zadní) a návěs dvě. O výhodách a nevýhodách obou rozložení panují spory. V některých zemích (Austrálie, USA, Argentina) je povoleno zapojení několika návěsů za jeden nebo i dva tahače. Vznikají tak silniční vlaky, jejich brzdná dráha může činit i dva kilometry.[zdroj?]